# Santa María (núi lửa)
Núi lửa Santa María là một ngọn núi lửa lớn đang hoạt động nằm ở vùng cao nguyên phía tây của Guatemala, tại tỉnh Quetzaltenango gần thành phố Quetzaltenango.
Trước khi Tây Ban Nha chinh phạt khu vực này vào thế kỷ 16, ngọn núi lửa được gọi là Gagxanul trong tiếng K'iche địa phương.
Vụ phun trào VEI-6 của núi lửa Santa María năm 1902 là một trong ba vụ phun trào lớn nhất của thế kỷ 20, sau vụ phun trào núi Novarupta năm 1912 và Pinatubo năm 1991. Đây cũng là một trong năm vụ phun trào lớn nhất trong 200 năm qua (và nhiều khả năng là 300 năm).